# Heinrich Hilgenreiner
Heinrich Hilgenreiner (* 3. November 1870 in Prag; † 24. Oktober 1953 in Spillern, Niederösterreich) war ein deutscher Chirurg und Orthopäde aus Böhmen.

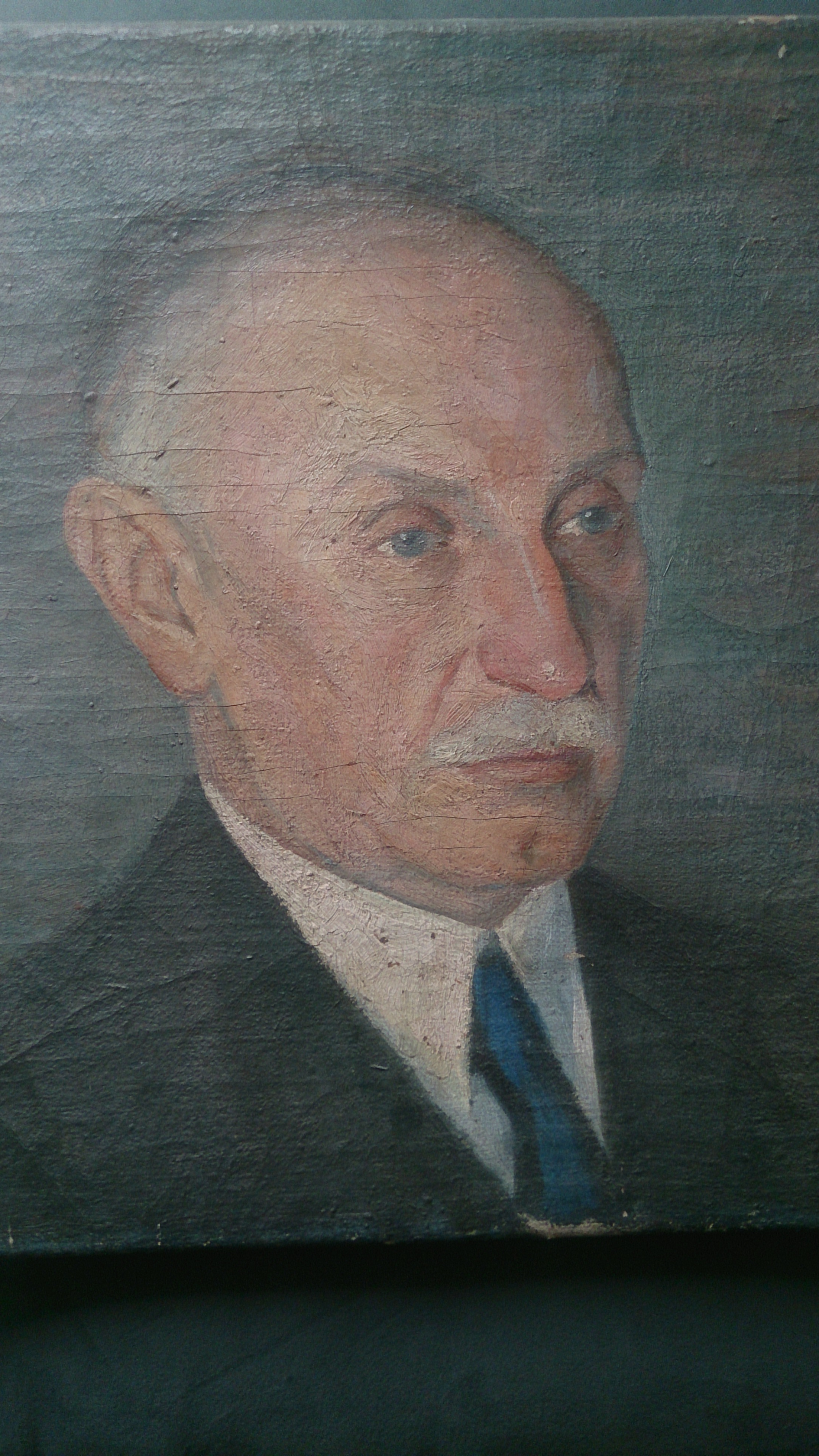
Heinrich Hilgenreiner (ca. 1950)

## Biografie
Heinrich Hilgenreiner war der Sohn eines aus Hessen nach Böhmen eingewanderten Architekten. Er studierte Medizin an der Karl-Ferdinands-Universität und diente im Ersten Weltkrieg als Militärarzt. Nach dem Krieg wurde er in Prag Professor und Direktor der Kinderklinik. Nach Ende des Zweiten Weltkrieges für einige Wochen in Prag interniert, wurde er im Jahre 1946 nach Österreich abgeschoben, wo er bis zu seinem Tod in Marienhof (Gemeinde Spillern) lebte. 
Hilgenreiner war ein Spezialist für die Diagnose der Hüftdysplasie und die (konservative) Therapie der dysplasiebedingten Hüftluxation. Hilgenreiners Hilfslinien sind ein System von Linien auf einer Röntgenaufnahme, welche für die Diagnose genutzt werden. Die  abduzierende Hilgenreiner-Schiene diente der sanften Therapie und löste brachialere Methoden ab.
Sein Bruder Karl Hilgenreiner war Theologe, christlich-sozialer Politiker und ebenfalls Professor an der Karl-Ferdinands-Universität. Seine Tochter Hertha Feest war eine bekannte Wiener Anwältin. Seine Enkel sind Johannes Feest, Gerhard Gleich, Christian Feest.

## Veröffentlichungen (Auswahl)
- mit Viktor von Lieblein: Die Geschwüre und die erworbenen Fisteln des Magen-Darmkanals. In: Deutschje Chirurgie. Lieferung 46c, Stuttgart 1905.
- Heinrich Hilgenreiner, Victor Lieblein: Die angeborene Dysplasie der Hüfte. 10 Jahre Abduktionsschiene. In: Zeitschrift für orthopädische Chirurgie einschließlich Heilgymnastik und Massage. Band 63, 1935, S. 344–483.